# Бов
Бов е село в Западна България. То се намира в Община Своге, Софийска област, на 57 km северно от град София.

## География
Село Бов се намира в планински район, в дела Мургаш от Западна Стара планина. Намира се между върховете Гарван, Яворец и Колибища, в западното подножие на връх Издремец (1493 м). На север граничи със село Лакатник, на юг със село Лесковдол, на запад село гара Бов и село Габровница.
В района на село Бов са известни общо 10 пещери и пропасти. Най-голяма е пещерата Меча дупка, с обща дължина на галериите от 564 м, която се намира в землището на съседното село Лесковдол.
Климатът е умерен. Зимата е мъглива, влажна и студена, лятото – прохладно. Най-високата температура е 29 °C, а най-ниската – около -25 °C.

## История
Жителите на село Бов са сътворили легенда, служеща като туристическа атракция. Според нея селото носи името на френския рицар Сен дьо Бьоф, който пленен от воините на цар Калоян, станал негов васал. След смъртта на император Балдуин Фландърски през 1206 г., маркизът получил благоволението на българския владетел да се засели със свои сподвижници (около 1000) рицари-кръстоносци в землището на днешното село. Там те се смесили посредством бракове с местното население. По билото на връх Колибища има останки от стара крепост. Районът е бил известен в древността с рудниците си.
Поетът Иван Вазов посещава района на Бов и поставя началото на историята, след като пише следното в пътеписа си „Разходка по Искъра“:
| „ | Туй село с такова звучно и с романтическа прелест дишуще име, и по напред пленяваше въображението ми, а сега още повече гъделичкаше любопитството ми. На какви странни обстоятелства дължеше това име? Каква историческа личност наумяваше то? В ума ми неволно нахлуха поетическите сенки и възпоменания за средновековните рицари. | “ |

Този цитат на Иван Вазов ясно показва кой е създателят на това „предание“.
Реалната история на селото започва през ранното средновековие. Намерени са останки от тракийска керамика. Районът е бил населяван от тракийското племе Трибали. Според историческите проучвания, проведени през 80-те години на ХХ век от екип на Националния институт за паметниците на културата, в местността „Манастира“, на 1,5 км югоизточно от Гара Бов, са открити следи от старо заселище и ранносредновековна християнска църква. Манастирската църква „Св. Архангел Михаил“, многократно преправяна и обновявана във времето повтаря архитектурния план на първоначалния си оригинал. През 14 век селото се споменава с името Бововци в Мрачката грамота на цар Иван Александър (1 декември 1347).
Преди прокарване на ЖП линията, къщите в Гара Бов били само три. Запазени са сведения за железопътен инцидент, настъпил в района на гарата през 1935 г. Процесът на движение на населението от село Бов към Гара Бов е най-силен в периода 1956 – 1957 г., когато жителите на с. Бов от 1557 намаляват на 533, а в същото време жителите на Гара Бов се увеличават на 1777 души. По-късно общината се премества в Гара Бов и към нея се присъединяват и селата: Заселе, Зимевица, Заноге, Губислав, а за кратък период и село Лакатник.

## Редовни събития
Традиционният събор на село Бов се отбелязва всяка година на църковния празник Спасовден.

## Галерия
- Паметна плоча в село Бов
- Паметник на загиналите във войните от село Бов

## Личности
- Христо Йовов, футболист